# Psammodromus blanci
Psammodromus blanci (піщана ящірка Блана) — вид ящірок родини ящіркових (Lacertidae). Мешкає в Північній Африці.

## Поширення й екологія
Піщані ящірки Блана мешкають на півночі Алжиру, а також на північному сході Марокко (на захід до Ель-Хосейми) та на північному заході Тунісу. Вони живуть у горах та на вологих ізольованих плато, у широколистяних і соснових лісах, чагарникових заростях, на луках і пасовищах, у степах. Зустрічаються переважно на висоті від 1000 до 1200 м над рівнем моря. Живляться комахами та іншими безхребетними. Самиці відкладають у рік 4—5 кладок по 2—4 яйця.

## Збереження
МСОП класифікує стан збереження цього виду як близький до загрозливого. Psammodromus blanci загрожує знищення природного середовища.